# Lonchobrithes modestus
Lonchobrithes modestus är en tvåvingeart som beskrevs av Lindner 1968. Lonchobrithes modestus ingår i släktet Lonchobrithes och familjen vapenflugor.
Artens utbredningsområde är Madagaskar. Inga underarter finns listade i Catalogue of Life.